# Jules Ancion
Julius Theodoor "Jules" Ancion (Palembang, Sumatera Selatan, Nizozemska Istočna Indija, 21. kolovoza 1924.) je bivši nizozemski hokejaš na travi. 
Rodio se u Indoneziji 1924., dok je bila Nizozemskom Istočnom Indijom.
Osvojio je srebrno odličje na hokejaškom turniru na Olimpijskim igrama 1952. u Helsinkiju igrajući za Nizozemsku. Na turniru je odigrao sva tri susreta. U tom je vremenu igrao za klub iz Utrechta, SV Kampong.

## Vanjske poveznice
- Profil na Sports-Reference.com  Arhivirana inačica izvorne stranice od 18. travnja 2020. (Wayback Machine)
- Profil na Database Olympics